# アリグモ
アリグモ（蟻蜘蛛）は、アリグモ属（Myrmarachne）に分類されるハエトリグモの総称、およびそのうちの1種 Myrmarachne japonica の標準和名である。本項目は主に前者について扱う。アリに擬態するクモの中では広く知られる属であり、形態・行動ともアリによく似ている。

## 形態
一般的なハエトリグモから逸している細長い体と脚を有し、アリによく似た姿と大きさをしている。

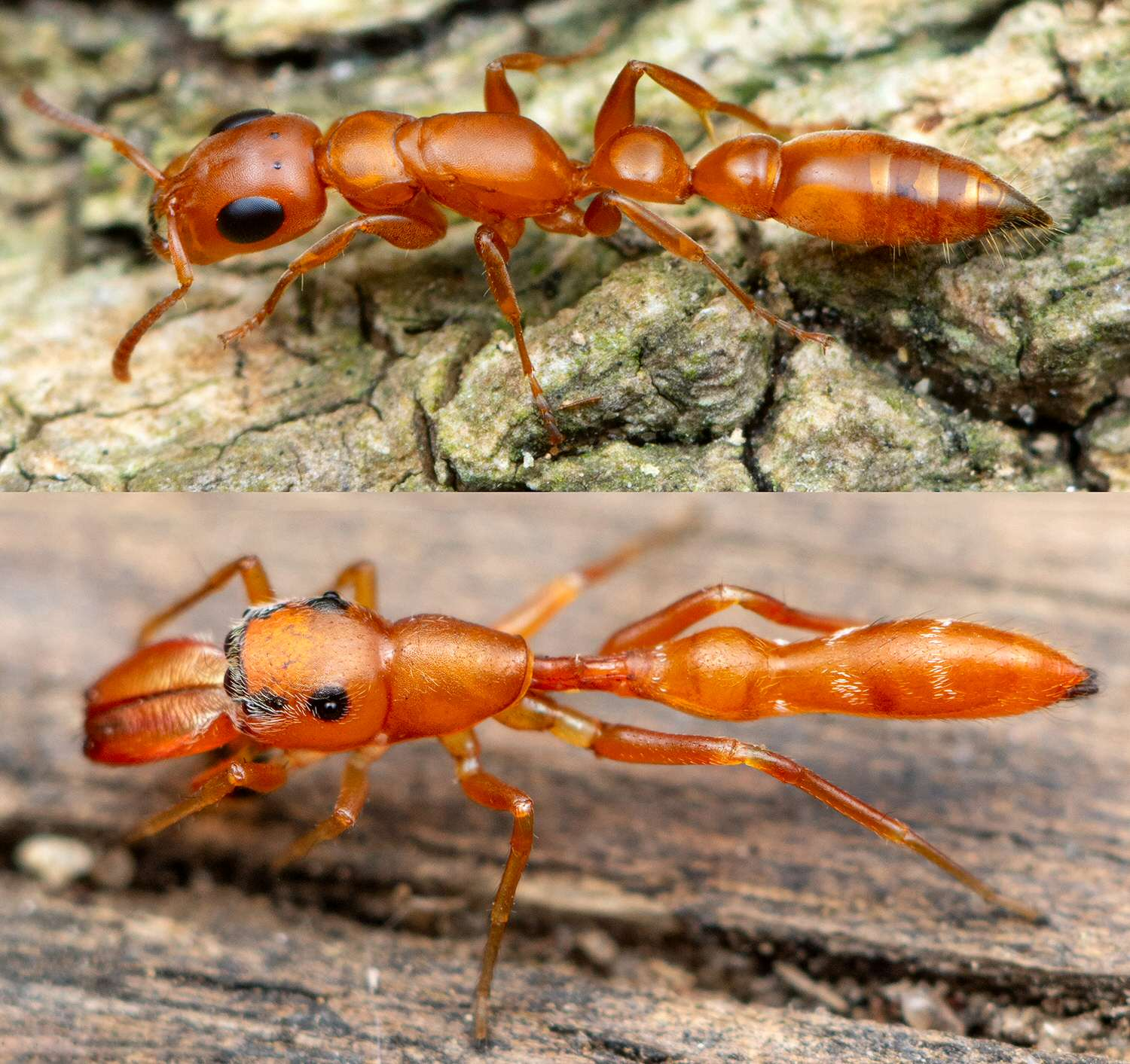
アリグモの1種 Myrmarachne ichneumon のオス（下）と擬態モデルのアリの1種 Tetraponera sp.（上）。
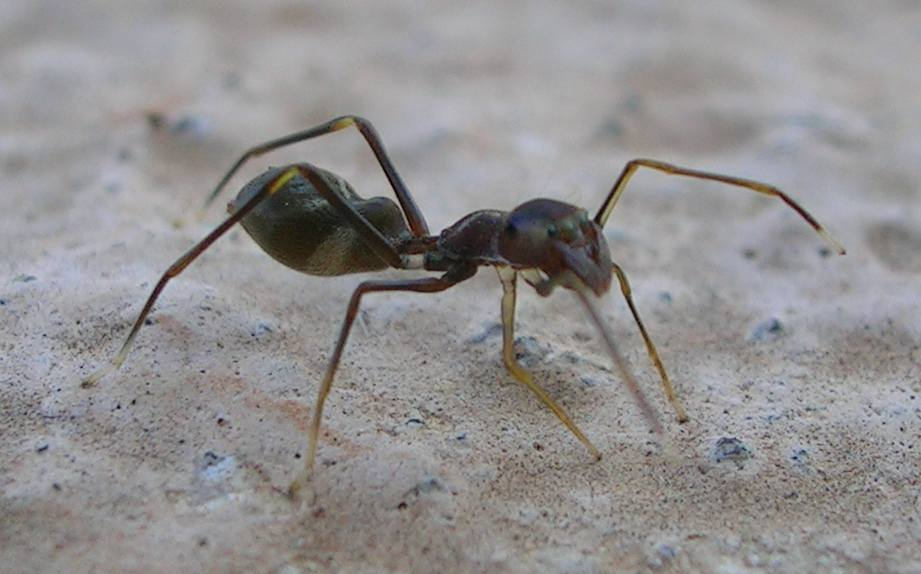
アリグモの1種のメス。
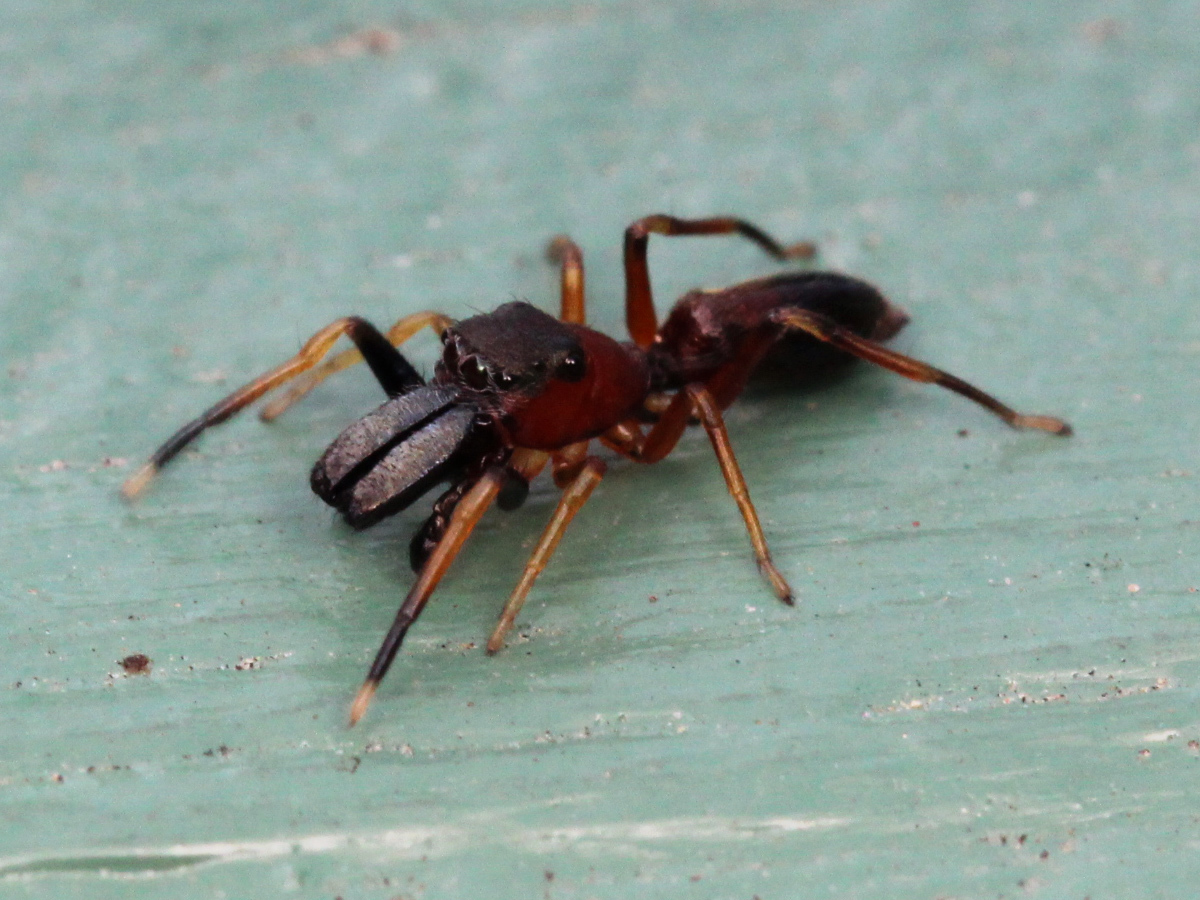
タイリクアリグモのオス。発達した鋏角を正面から突き出す。

頭胸部（前体）は細長く、眼・鋏角（上顎）・触肢・第1脚をもつ前半部はアリの頭部のように丸く盛り上がり、その直後はアリの頭部と胸部の境目のようににわずかにくびれる。腹部（後体）は円筒形で、後方に狭まるが、前方は丸く、少し後方が多少くびれる場合があり、一部のアリに見られる発達した腹柄を思わせる。頭胸部のくびれや腹部は往々にして白い模様が入り、これは分節のない部分をアリの体のように節に分かれるように見せる。脚はハエトリグモとしては細長い。性的二形で、オスの成体は鋏角が大きく発達している。体色は黒・赤・茶色などがあり、色彩変異をもつ種もある。

## 分布
新熱帯区のごく一部の種を除き、本属の全ての種は東半球に分布する。
日本での分布域は、北海道南部・本州・四国・九州・沖縄。照葉樹林帯に多い。

## 生態

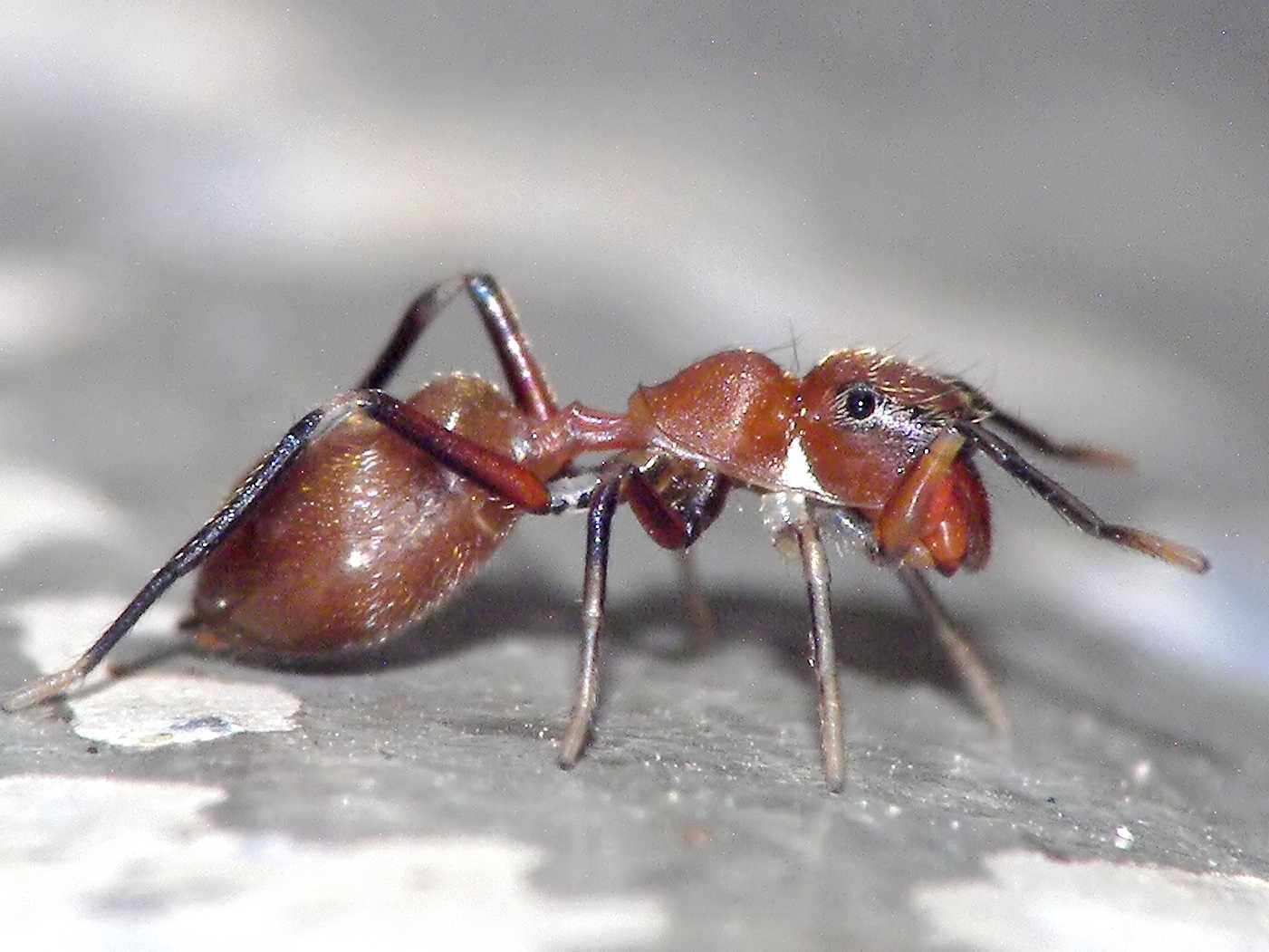
アリグモの1種。第1脚を触角のように持ち上げる。

一般のハエトリグモに見られる断続的な歩行と跳躍はほぼせず、代わりにアリのように往復に徘徊する。普段は第1脚を「アリの触角」に見せかけるように常に持ち上げて構える。かき乱され、または自らより大型のハエトリグモに遭遇した場合は、アリの威嚇行動を思わせる姿勢を見せることもある。
同種間の行動については、オス同士は発達した鋏角を広げて闘争を行い、亜成体のメスの巣の外でオスがメイトガードするなどの習性が知られる。交接の体勢は一般のハエトリグモ（オスがメスの背に乗ってから行う）とは異なり、オスはメスの片側に並びながら行う。

### 擬態のメリット
本属のアリへの擬態（アリ擬態、myrmecomorphy）は、多くの動物に危険視されるアリを利して、アリを嫌がる捕食者からの攻撃を避けるためのベイツ型擬態と考えられる。これはアリに似ていないハエトリグモに比べて捕食される確率が明らかに低いこと、ハエトリグモの捕食者が本属に対して捕食を抑えること、擬態モデルのアリを積極的に避けることなど、少なからぬ研究結果によって証明される。また、本属のオスは長い鋏角によってメスや幼生に比べてアリらしからぬ姿をもつにもかかわらず、同様にアリ専門食でない捕食者に避けられることから、それは単なるアリではなく「物を口に挟んでいるアリ」の姿に擬態していると考えられる。例えばツムギアリは大型働きアリが小型働きアリを運ぶ習性をもつため、それに擬態するアリグモの1種 Myrmarachne plataleoides のオスの鋏角は先端に眼らしき模様があり、2匹のツムギアリの姿を思わせる。

### 擬態のデメリット
一方、本属のアリ擬態は、アリを捕食する捕食者に狙われやすいというデメリットをもたらす恐れがあると考えられる。それに対しては、例えばアリ専門食のハエトリグモに遭遇した場合は、本属はアリらしさを見せる行動を一旦抑えるという対策を取る。本属のオスはメスよりもアリ専門食の捕食者に狙われやすく、これはものを運んでいるアリの攻撃性が低く、アリ専門食の捕食者にとっては狙いやすい獲物であるからと考えられる。また、アリグモは他のハエトリグモに比べて跳躍能力は明らかに低く、獲物を捕食する成功率も低い。ハエトリグモは体内の血リンパの水圧を用いて跳躍力を産み出すため、これは水圧を生じるのに非効率で、アリに擬態した細長い体によって制限される結果と考えられる。

## 研究史
アリグモがアリに擬態する原因として、かつては「アリを捕食するため」という説があった（攻撃擬態、ペッカム型擬態）。つまり、アリの姿をしていると、アリが仲間と間違えて寄ってくるため、その機にアリを捕食するのだというのである。日本のごく初期のクモ類の文献の一つである湯原清次の「蜘蛛の研究」（1931）にも、このことが記されており、さらに、「あるものは巣穴に入り込んで幼虫や蛹を担ぎ出す」という内容も記されている。
しかし、その後次第にこの見解は揺らぐこととなる。1970年代頃の関連書籍では、上記のような観察について、その確実な実例がほとんどないこと、また、実際に観察すると、アリの群れのそばでアリグモを見ることは多いものの、アリグモがアリを捕食することは観察されず、むしろ避けるような行動が見られることなどが述べられている。1990年代には、攻撃的なアリに似せて外敵を避けるための擬態であるといわれるようになった。

## 分類
分子系統解析に基づいて、ハエトリグモ科の中でアリグモ属 Myrmarachne はSalticinae亜科・Salticoida・Astioida・Myrmarachnini族に分類される。本族に分類される属はアリグモ属の他にもBelippo、Bocus、Damoetas、Ligonipes、Judalana、Levieaなどいくつかの属があり、その一部に関してはアリグモ属に含まれると分子系統解析に示唆される。
Myrmarachnini族のハエトリグモはアリに擬態する外見を共有派生形質の1つとするが、アリに擬態するハエトリグモの系統群は本族以外にもいくつかある（Synemosyna、Agorius など）。ただし本族を含めていずれもお互いに類縁でなく、アリへの擬態はハエトリグモ科の中で複数回（少なくとも12-13回）に進化していたことを示唆する。また、ハエトリグモ科以外のクモの中でもアリに擬態する種類はある。ここまで範囲を広げれば、アリへの擬態はクモの中で少なくとも70回ほど独自に進化していたと考えられる。
World Spider Catalog 2015 によれば、アリグモ属は220種以上が記載されている。Prószyński’s (2016) はアリグモ属を12属に分けていたが、根拠が乏しく分子系統解析にも反映されず、否定的に評価される。
日本では以下の種が知られる。

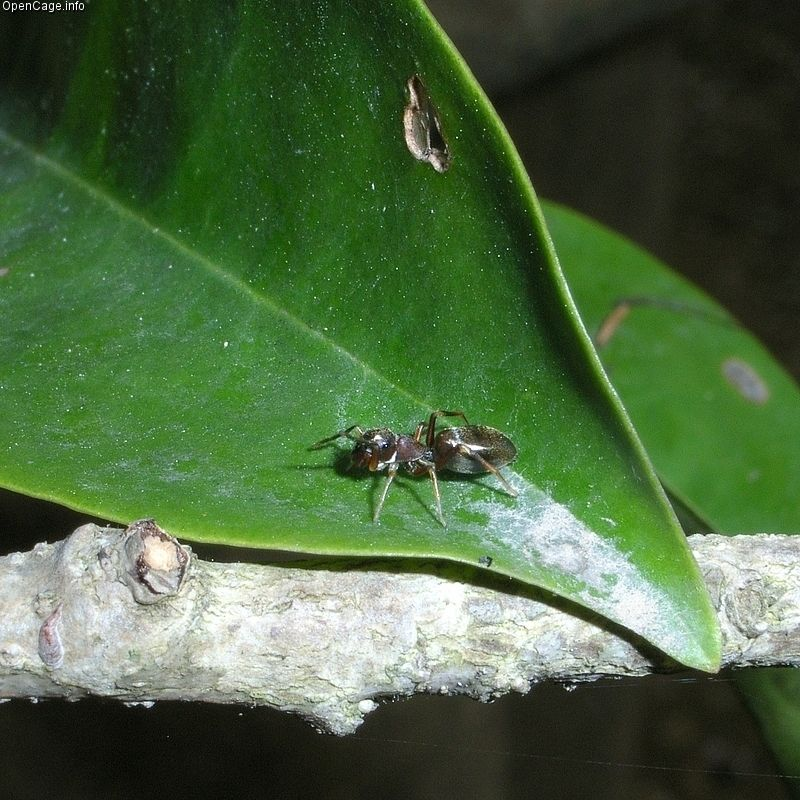
アリグモ Myrmarachne japonica

- ヤガタアリグモ Myrmarachne elongata
- タイリクアリグモ Myrmarachne formicaria
- ヤサアリグモ Myrmarachne inermichelis
- アリグモ Myrmarachne japonica
- クワガタアリグモ Myrmarachne kuwagata
- ムナビロアリグモ Myrmarachne latithoracica